# Kerli (EP)
Kerli è l'omonimo EP di debutto della cantante estone Kerli. È attualmente fuori stampa.
L'EP include tre brani: Walking on Air, Love Is Dead, presente sull'album Love is Dead e il brano She's in parties, che è una cover dei Bauhaus, disponibile solo su questo EP.

## Descrizione
Dopo aver firmato il contratto con la Island Records, Kerli ha lavorato con vari produttori e scrittori in una serie di canzoni, tre delle quali sono state pubblicate all'interno di questo EP, tra cui She's in parties, che è una cover dei Bauhaus, estratta dal loro quarto album Burning From the Inside. Gli altri sono stati pubblicati nel suo album di debutto Love Is Dead.
L'EP, che era disponibile attraverso CD e download digitale, è ormai fuori stampa.

## Tracce
1. Walking on Air – 4:29 (Kerli Kõiv, Lester Mendez)
2. Love Is Dead – 4:39 (Kerli Kõiv, David Maurice, Miles Gregory)
3. She's in Parties – 5:22 (Daniel Ash, David J, Kevin Haskins, Peter Murphy)

Durata totale: 14:30

## Crediti e personale
- Voce solista: Kerli
- Produttore: Lester Mendez
- Mixers: Neal Pogue, David Maurice